# Jean Smart
Jean Elizabeth Smart (Seattle, 13 de setembro de 1951) é uma atriz norte-americana. Ficou conhecida ao estrelar a sitcom Designing Women (1986-1991), como Charlene Frazier Stillfield. Ela ganhou seis Emmy Awards por seus papéis como Lana Gardner na série Frasier (2000-01), Regina Newley em Samantha Who? (2007-09) e Deborah Vance na série de comédia da Max, Hacks (2021-presente).
Smart também foi indicada ao Emmy por seus papéis em The District (2000-04), 24 Horas (2006-07), Harry's Law (2011), Fargo (2015), Watchmen (2019) e Mare of Easttown (2021). Ela dublou Ann Possible na série animada do Disney Channel Kim Possible (2002-2007). 
Suas aparições no cinema incluem filmes como Duas Vidas (2000), Doce Lar (2002), A Casa Caiu (2003), Garden State (2004), Youth in Revolt (2009), Life As We Know It (2010), The Accountant (2016), Um Pequeno Favor (2018) e Babylon (2022).

## Biografia
Smart nasceu e foi criada em Seattle, Washington, filha de Kathleen Marie "Kay" (Sanders) e Douglas Alexander Smart, um professor. Ela é a segunda de quatro filhos. Smart foi diagnosticada com diabetes tipo 1 quando tinha 13 anos.

### Carreira
Depois de se formar na faculdade, Smart começou sua carreira aparecendo em teatros regionais por todo o noroeste do Pacífico. Em meados da década de 1970, ela se mudou para Nova York com uma amiga da faculdade, e começou a trabalhar em produções regionais da Broadway. Em fevereiro de 1981, ela estrelou a produção da Broadway Piaf, interpretando Marlene Dietrich, um papel que ela mais tarde reprisou para a versão para a televisão de 1984. Além do teatro, Smart começou a trabalhar na televisão em vários papéis pequenos e médios como convidada no final dos anos 1970 e início dos anos 1980.
Em 1985, Smart foi escalada para o papel principal de Charlene Frazier Stillfield na série de comédia Designing Women, um papel que ela desempenhou de 1986 até 1991. Depois de deixar Designing Women, seu trabalho se concentrou principalmente em filmes feitos para a televisão e papéis coadjuvantes em filmes. Notavelmente, ela interpretou a assassina em série Aileen Wuornos no telefilme Overkill: The Aileen Wuornos Story (1992). Em 1995, Smart foi escalada para o papel principal na série de comédia High Society, que durou apenas 13 episódios, seguida por um papel em outra sitcom de curta duração da CBS, Style & Substance.
Em 2000, Smart foi escalada como Lana Gardner na aclamada série de comédia  Frasier, e ganhou dois prêmios Emmy de Melhor Atriz Convidada em Série de Comédia. No mesmo ano, ela esteve no elenco da produção da Broadway de The Man Who Came to Dinner, que lhe rendeu uma indicação ao Tony Awards de Melhor Atriz em Peça. Entre 2000 e 2004, Smart desempenhou o papel de Supervisora de Detetives e ex-esposa do Chefe Jack Mannion em The District. De 2002 a 2007, ela dublou a Dra. Ann Possible na série animada do Disney Channel Kim Possible,  e também dublou Pickles Oblong, em The Oblongs. Em janeiro de 2006, Smart se juntou ao elenco da série da Fox 24 Horas, interpretando a mentalmente instável Primeira Dama dos Estados Unidos, Martha Logan. Ela recebeu indicações consecutivas ao Emmy de Melhor Atriz Coadjuvante em Série Dramática e Melhor Atriz Convidada em Drama pelo papel em 2006 e 2007. Smart ganhou seu terceiro prêmio Emmy de Melhor Atriz Coadjuvante em Série de Comédia por interpretar a mãe autoritária de Samantha na sitcom Samantha Who?. Em 2012, Smart foi indicada ao Emmy de Melhor Atriz Convidada em Série Dramática por seu papel em Harry's Law.
Em 2016, Smart foi indicada ao Grammy Awards de Melhor Álbum de Palavra Falada por Patience e Sarah.
Em 2021, ela começou a estrelar como protagonista a série de comédia de humor negro da Max, Hacks, interpretando uma lendária diva da comédia de Las Vegas que busca atrair um público mais jovem. Smart ganhou dois prêmios Emmy consecutivos de Melhor Atriz Principal em Série de Comédia (2021 e 2022) e novamente em 2024. Smart se tornou a segunda atriz a ganhar todas as três categorias do Emmy de comédia - principal, coadjuvante e convidada, com cinco vitórias em seis indicações, a primeira é a atriz Betty White. Ela também ganhou consecutivamente o Critics' Choice Television Award de Melhor Atriz em Série de Comédia em 2022 e 2023, e novamente em 2025.

## Vida pessoal
Smart foi casada com o ator Richard Gilliland por 35 anos, até sua morte em março de 2021, após uma breve doença. Eles se conheceram enquanto trabalhavam no set de Designing Women, onde ele interpretou JD Shackelford. No seu discurso realizado na cerimônia de entrega do Prêmio Emmy 2021, a atriz fez uma homenagem a seu marido falecido 6 meses antes. Na ocasião a atriz disse: “Antes de dizer qualquer coisa, preciso falar sobre o meu saudoso marido Richard Gilliland, que morreu há exatos seis meses ontem”. “Eu não estaria aqui sem ele, sem que ele colocasse sua carreira de lado para que eu tirasse todo o proveito das incríveis oportunidades que tive”. Eles têm dois filhos; tiveram o primeiro filho em 1989 e adotaram o segundo em 2009.
Smart é uma defensora dos direitos de pessoas com diabetes tipo 1, trabalhando como voluntária em diversas organizações e já compareceu ao Congresso dos EUA para pedir apoio contínuo do governo à pesquisa sobre diabetes tipo 1.
No programa de televisão Who Do You Think You Are?, Smart descobriu que é descendente materna de Dorcas Hoar, uma das últimas mulheres condenadas por bruxaria durante os julgamentos das Bruxas de Salém.

## Filmografia

### Cinema
| Ano  | Título                                       | Personagem             | Notas         |
| ---- | -------------------------------------------- | ---------------------- | ------------- |
| 1980 | Hoodlums                                     | Carol                  |               |
| 1984 | Flashpoint                                   | Doris                  |               |
| 1984 | Protocol                                     | Ella                   |               |
| 1986 | Fire with Fire                               | Sister Marie           |               |
| 1987 | Project X                                    | Dr. Criswell           |               |
| 1992 | Baby Talk                                    | Narradora              |               |
| 1992 | Mistress                                     | Patricia               |               |
| 1993 | Homeward Bound: The Incredible Journey       | Kate                   |               |
| 1994 | The Yearling                                 | Ora Baxter             |               |
| 1995 | The Brady Bunch Movie                        | Dena Dittmeyer         |               |
| 1996 | Edie and Pen                                 | Wendy the Waitress     |               |
| 1998 | The Odd Couple II                            | Holly                  |               |
| 1999 | Guinevere                                    | Deborah Sloane         |               |
| 2000 | Forever Fabulous                             | Loreli Daly            |               |
| 2000 | Dia de Folga/Quebrando o Gelo/Um Dia de Neve | Laura Brandston        |               |
| 2000 | Duas Vidas                                   | Deidre Lefever         |               |
| 2002 | Doce Lar                                     | Stella Kay Perry       |               |
| 2003 | A Casa caiu                                  | Kate Sanderson         |               |
| 2004 | Hora de Voltar                               | Carol                  |               |
| 2004 | Huckabees - A Vida É uma Comédia             | Mrs. Hooten            |               |
| 2004 | Balto 3: Mudando o destino                   | Stella (voz)           | [ 17 ]        |
| 2006 | Sussurros do coração                         | Asako Tsukishima (voz) |               |
| 2007 | Bem vindo ao jogo                            | Michelle Carson        |               |
| 2008 | Herói                                        | Melanie McQueen        |               |
| 2009 | Rebelde com causa                            | Estelle Twisp          |               |
| 2010 | Barry Munday                                 | Carol Munday           |               |
| 2010 | Life As We Know It                           | Mrs. Berenson          | Não creditado |
| 2012 | Hope Springs                                 | Eileen                 |               |
| 2014 | Miss Meadows                                 | Mãe de Meadows         |               |
| 2016 | The Accountant                               | Rita Blackburn         |               |
| 2017 | Awaken the Shadowman                         | Evette                 |               |
| 2018 | Life Itself                                  | Linda                  |               |
| 2018 | A Simple Favor                               | Margaret McLanden      |               |
| 2020 | Superintelligence                            | Presidente Monahan     |               |
| 2021 | Senior Moment                                | Caroline Summers       |               |
| 2022 | Wildflower                                   | Peg                    |               |
| 2022 | Babylon                                      | Elinor St.John         |               |

Fontes: Turner Classic Movies

### Televisão
| Ano           | Título                                                  | Personagem                   | Notes                                                 |
| ------------- | ------------------------------------------------------- | ---------------------------- | ----------------------------------------------------- |
| 1979          | Before and After                                        | Woman Bather                 | Filme para TV                                         |
| 1983          | Reggie                                                  | Joan Reynolds                | 6 episódios                                           |
| 1983          | Teachers Only                                           | Shari                        | 13 episódios                                          |
| 1984          | Maximum Security                                        | Dr. Allison Brody            | 3 episódios                                           |
| 1984          | Single Bars, Single Women                               | Virge                        | Filme para TV                                         |
| 1984          | Piaf                                                    | Marlene Dietrich             | Filme para TV                                         |
| 1986          | A Fight for Jenny                                       | Valerie Thomas               | Filme para TV                                         |
| 1986–91       | Designing Women                                         | Charlene Frazier-Stillfield  | 119 episódios                                         |
| 1987          | Place at the Table                                      | Susan Singer                 | Filme para TV                                         |
| 1991          | A Seduction in Travis County                            | Karen                        | Filme para TV                                         |
| 1991          | Locked Up: A Mother's Rage                              | Cathy                        | Filme para TV                                         |
| 1992          | Overkill: The Aileen Wuornos Story                      | Aileen Wuornos               | Filme para TV                                         |
| 1992          | Just My Imagination                                     | Pally Thompson               | Filme para TV                                         |
| 1993          | Batman: The Animated Series                             | Helen Ventrix (voz)          | Episódio: "See No Evil"                               |
| 1994          | Scarlett                                                | Sally Brewton                | 3 episódios                                           |
| 1994          | The Yarn Princess                                       | Margaret Thomas              | Filme para TV                                         |
| 1995          | A Stranger in Town                                      | Rose                         | Filme para TV                                         |
| 1995–96       | High Society                                            | Elinore 'Ellie' Walker       | 13 episódios                                          |
| 1997          | Hey Arnold!                                             | Reba Heyerdahl (voz)         | Episódio: "Freeze Frame/Phoebe Cheats"                |
| 1997          | Undue Influence                                         | Dana Colby                   | Filme para TV                                         |
| 1998          | A Change of Heart                                       | Elaine Mitchell              | Filme para TV                                         |
| 1998          | Style & Substance                                       | Chelsea Stevens              | 13 episódios                                          |
| 2000–03       | Static Shock                                            | Maggie Foley (voz)           | 3 episódios                                           |
| 2000–04       | The District                                            | Detetive Sherry Regan        | 14 episódios                                          |
| 2000–01       | Frasier                                                 | Lana Gardner                 | 7 episódios                                           |
| 2000          | The Man Who Came to Dinner                              | Lorraine Sheldon             | Filme para TV                                         |
| 2001          | The Oblongs                                             | Pickles Oblong (voz)         | 13 episódios                                          |
| 2002–07       | Kim Possible                                            | Dr. Ann Possible (voz)       | 40 episódios                                          |
| 2002–03       | In-Laws                                                 | Marlene Pellet               | 15 episódios                                          |
| 2004          | Audrey's Rain                                           | Audrey Walker                | Filme para TV                                         |
| 2004          | Killer Instinct: From the Files of Agent Candice DeLong | Candice DeLong               | Filme para TV                                         |
| 2004          | A Very Married Christmas                                | Ellen Griffin                | Filme para TV                                         |
| 2004          | Hey Arnold!                                             | Reba Heyerdahl (voz)         | Episódio: "Phoebe's Little Problem/Grandpa's Packard" |
| 2004–05       | Center of the Universe                                  | Kate Barnett                 | 12 episódios                                          |
| 2006–07       | 24                                                      | Martha Logan                 | 25 episódios                                          |
| 2007–09       | Samantha Who?                                           | Regina Newly                 | 35 episódios                                          |
| 2008          | American Dad!                                           | Miriam Bullock (voz)         | Episódio: "One Little Word"                           |
| 2010–11       | Hawaii Five-0                                           | Governor Pat Jameson         | 4 episódios                                           |
| 2010          | Psych                                                   | Gillian Tucker               | Episódio: "Chivalry Is Not Dead...But Someone Is"     |
| 2011          | $#*! My Dad Says                                        | Rosemary Penworth            | 4 episódios                                           |
| 2011          | William & Catherine: A Royal Romance                    | Camilla, Duquesa de Cornwall | Filme para TV                                         |
| 2011–12       | Harry's Law                                             | Roseanna Remmick             | 7 episódios                                           |
| 2013          | Hot in Cleveland                                        | Bess                         | Episódio: "Conoga Falls"                              |
| 2013          | Call Me Crazy: A Five Film                              | Claire                       | Filme para TV, segment: "Allison"                     |
| 2014          | Halt and Catch Fire                                     | LouLu Lutherford             | Episódio: "High Plains Hardware"                      |
| 2014          | Getting On                                              | Arlene Willy-Weller          | 2 episódios                                           |
| 2014–15       | Sirens                                                  | Nora Farrell                 | 3 episódios                                           |
| 2015          | The McCarthys                                           | Lydia                        | Episódio: "Gerard's Engagement Party"                 |
| 2015          | Fargo                                                   | Floyd Gerhardt               | 9 episódios                                           |
| 2015–16       | Girlfriends' Guide to Divorce                           | Katherine Miller             | 5 episódios                                           |
| 2016          | Bad Internet                                            | President Powers             | Episódio: "The President Goes Viral"                  |
| 2017–19       | Legion                                                  | Melanie Bird                 | 19 episódios                                          |
| 2017          | Angie Tribeca                                           | Carnie                       | Episode: "License to Drill"                           |
| 2017          | Veep                                                    | Mrs. Walsh                   | Episódio: "Judge"                                     |
| 2018          | A Shoe Addict's Christmas                               | Charlie / Guardian Angel     | Filme para TV                                         |
| 2018–21       | Big Mouth                                               | Depressão de Kitty (voz)     | 8 episódios                                           |
| 2018–19       | Dirty John                                              | Arlane Hart                  | 5 episódios                                           |
| 2019          | Arrested Development                                    | Mimi                         | 2 episódios                                           |
| 2019          | Watchmen                                                | Agent Laurie Blake           | 6 episódios                                           |
| 2019          | Mad About You                                           | Chelsea Stevens-Kobolakis    | Episódio: "Real Estate for Beginners"                 |
| 2021          | Mare of Easttown                                        | Helen                        | Minissérie                                            |
| 2021–presente | Hacks                                                   | Deborah Vance                | Série do Max                                          |
| 2022          | Ghostwriter                                             | Charlotte (voz)              | 2 episódios                                           |

Fontes: TV Guide

## Prêmios e Indicações

#### Emmy Awards
| Ano  | Categoria                                           | Indicação        | Notas    |
| ---- | --------------------------------------------------- | ---------------- | -------- |
| 2000 | Melhor Atriz Convidada em Série de Comédia          | Frasier          | Venceu   |
| 2001 | Melhor Atriz Convidada em Série de Comédia          | Frasier          | Venceu   |
| 2001 | Melhor Atriz Convidada em Série Dramática           | The District     | Indicado |
| 2006 | Melhor Atriz Coadjuvante em Série Dramática         | 24               | Indicado |
| 2007 | Melhor Atriz Convidada em Série Dramática           | 24               | Indicado |
| 2008 | Melhor Atriz Coadjuvante em Série de Comédia        | Samantha Who?    | Venceu   |
| 2012 | Melhor Atriz Convidada em Série Dramática           | Harry's Law      | Indicado |
| 2016 | Melhor Atriz Coadjuvante em Minissérie ou Telefilme | Fargo            | Indicado |
| 2020 | Melhor Atriz Coadjuvante em Minissérie ou Telefilme | Watchmen         | Indicado |
| 2021 | Melhor Atriz Coadjuvante em Minissérie ou Telefilme | Mare of Easttown | Indicado |
| 2021 | Melhor Atriz em Série de Comédia                    | Hacks            | Venceu   |
| 2022 | Melhor Atriz em Série de Comédia                    | Hacks            | Venceu   |
| 2024 | Melhor Atriz em Série de Comédia                    | Hacks            | Venceu   |

#### Grammy Awards
| Ano  | Categoria           | Indicação          | Notas    |
| ---- | ------------------- | ------------------ | -------- |
| 2016 | Melhor Álbum Falado | Patience and Sarah | Indicado |

#### Tony Awards
| Ano  | Categoria                        | Indicação                  | Notas    |
| ---- | -------------------------------- | -------------------------- | -------- |
| 2001 | Melhor Atriz em uma Peça Teatral | The Man Who Came to Dinner | Indicado |

#### Globo de Ouro
| Ano  | Categoria                                   | Indicação | Notas    |
| ---- | ------------------------------------------- | --------- | -------- |
| 2022 | Melhor Atriz em Série de Comédia ou Musical | Hacks     | Venceu   |
| 2023 | Melhor Atriz em Série de Comédia ou Musical | Hacks     | Indicado |
| 2025 | Melhor Atriz em Série de Comédia ou Musical | Hacks     | Venceu   |

#### Critics' Choice Television Award
| Ano  | Categoria                                           | Indicação        | Notas    |
| ---- | --------------------------------------------------- | ---------------- | -------- |
| 2016 | Melhor Atriz Coadjuvante em Filme ou Minissérie     | Fargo            | Venceu   |
| 2020 | Melhor Atriz Coadjuvante em Série Dramática         | Watchmen         | Venceu   |
| 2022 | Melhor Atriz em Série de Comédia                    | Hacks            | Venceu   |
| 2022 | Melhor Atriz Coadjuvante em Minissérie ou Telefilme | Mare of Easttown | Indicado |
| 2023 | Melhor Atriz em Série de Comédia                    | Hacks            | Venceu   |
| 2025 | Melhor Atriz em Série de Comédia                    | Hacks            | Venceu   |

#### SAG Awards
| Ano  | Categoria                               | Indicação        | Notas    |
| ---- | --------------------------------------- | ---------------- | -------- |
| 2007 | Melhor Elenco em Série Dramática        | 24               | indicada |
| 2022 | Melhor Atriz em Minissérie ou Telefilme | Mare of Easttown | indicada |
| 2022 | Melhor Atriz em Série de Comédia        | Hacks            | Venceu   |
| 2022 | Melhor Elenco em Série de Comédia       | Hacks            | indicada |
| 2023 | Melhor Elenco em Série de Comédia       | Hacks            | indicada |
| 2023 | Melhor Atriz em Série de Comédia        | Hacks            | Venceu   |
| 2023 | Melhor Elenco em Cinema                 | Babylon          | indicada |
| 2025 | Melhor Atriz em Série de Comédia        | Hacks            | Venceu   |
| 2025 | Melhor Elenco em Série de Comédia       | Hacks            | indicada |